# World Rubik's Cube Championship 2007
Il World Rubik's Cube Championship 2007 è stato il 4º campionato mondiale di speedcubing, ovvero un torneo nella risoluzione del Cubo di Rubik e puzzle simili, tenutosi a Budapest in Ungheria. All'epoca fu l'open con il maggior numero di eventi (17), e quello con il maggior numero di partecipanti (214), da 28 paesi differenti.

## Classifiche
Le seguenti classifiche riportano i primi 3 classificati di ogni categoria riguardanti il turno finale di ciascun evento. Infatti per alcuni eventi ci furono dei turni preliminari in base ai quali i migliori speedcuber, in base alla media, poterono accedere alle finali.

### 3x3
| Posizione | Persona       | Paese    | Media | Tempi                             | Record singolo | Record media        |
| --------- | ------------- | -------- | ----- | --------------------------------- | -------------- | ------------------- |
| 1         | Yu Nakajima   | Giappone | 12.46 | (11.50) 13.43 (14.38) 12.16 11.78 |                | Record nazionale    |
| 2         | Andrew Kang   | USA      | 13.05 | (15.33) 15.18 11.90 (10.88) 12.06 |                | Record panamericano |
| 31        | Mitsuki Gunji | Giappone | 13.05 | 12.66 (16.50) (12.41) 12.61 13.88 |                |                     |

1 Mitsuki Gunji non è classificato 2º nonostante la stessa media, in quanto il regolamento WCA prevede che, in caso di parità, per stabilire l'ordine di arrivo, si debba guardare il tempo singolo migliore. In questo caso 10.88 contro 12.41.

### 4x4
| Posizione | Persona         | Paese       | Media   | Tempi                                   | Record singolo | Record media |
| --------- | --------------- | ----------- | ------- | --------------------------------------- | -------------- | ------------ |
| 1         | Mátyás Kuti     | Ungheria    | 1:02.37 | 1:02.78 (57.43) (1:10.36) 1:06.61 57.71 |                |              |
| 2         | Milán Baticz    | Ungheria    | 1:02.92 | (1:14.90) 59.00 1:04.40 1:05.36 (57.08) |                |              |
| 3         | Erik Akkersdijk | Paesi Bassi | 1:03.69 | 1:10.00 (1:12.63) (58.63) 1:01.13 59.94 |                |              |

### 5x5
| Posizione | Persona         | Paese    | Media   | Tempi                                       | Record singolo   | Record media     |
| --------- | --------------- | -------- | ------- | ------------------------------------------- | ---------------- | ---------------- |
| 1         | Mátyás Kuti     | Ungheria | 1:45.07 | 1:46.65 (1:46.78) 1:43.69 1:44.88 (1:43.68) | Record nazionale | Record mondiale  |
| 2         | Frédérick Badie | Francia  | 1:49.90 | 1:48.50 (1:46.28) 1:47.84 (3:43.68) 1:53.36 |                  | Record nazionale |
| 3         | Takayuki Ookusa | Giappone | 1:50.46 | 1:50.65 1:52.58 (1:59.77) (1:48.15) 1:47.65 |                  |                  |

### 2x2
| Posizione | Persona       | Paese    | Media | Tempi                        | Record singolo | Record media    |
| --------- | ------------- | -------- | ----- | ---------------------------- | -------------- | --------------- |
| 1         | Łukasz Ciałoń | Polonia  | 3.91  | 4.28 3.65 (4.96) (3.27) 3.80 |                | Record mondiale |
| 2         | Milán Baticz  | Ungheria | 4.63  | 3.84 (3.40) 5.00 5.04 (5.87) |                |                 |
| 3         | Mátyás Kuti   | Ungheria | 4.73  | (3.78) 4.81 (5.46) 5.44 3.93 |                |                 |

### 3x3 BLD
| Posizione | Persona          | Paese    | Media   | Tempi               | Record singolo | Record media    |
| --------- | ---------------- | -------- | ------- | ------------------- | -------------- | --------------- |
| 1         | Rafał Guzewicz   | Polonia  | 1:32.53 | 2:04.00 DNF 1:32.53 |                |                 |
| 2         | Shotaro Makisumi | Giappone | 1:39.56 | DNF 1:39.56 DNF     |                | Record asiatico |
| 3         | Tyson Mao        | USA      | 1:43.32 | DNF 1:43.32 DNF     |                |                 |

### 3x3 OH
| Posizione | Persona       | Paese    | Media | Tempi                             | Record singolo   | Record media    |
| --------- | ------------- | -------- | ----- | --------------------------------- | ---------------- | --------------- |
| 1         | Ryan Patricio | USA      | 21.13 | 22.46 21.53 (19.18) 19.41 (27.40) |                  | Record mondiale |
| 2         | Milán Baticz  | Ungheria | 23.31 | (19.52) 20.94 (26.06) 25.09 23.90 | Record nazionale |                 |
| 3         | Dan Dzoan     | USA      | 23.32 | (25.05) (21.06) 22.78 23.58 23.59 |                  |                 |

### 3x3 FM
| Posizione | Persona            | Paese    | Media | Tempi | Record singolo  | Record media |
| --------- | ------------------ | -------- | ----- | ----- | --------------- | ------------ |
| 1         | Zbigniew Zborowski | Polonia  | 35    | 35    |                 |              |
| 2         | Piotr Kózka        | Polonia  | 37    | 37    |                 |              |
| 2         | Yumu Tabuchi       | Giappone | 37    | 37    | Record asiatico |              |

### 3x3 WF
| Posizione | Persona         | Paese       | Media   | Tempi   | Record singolo   | Record media |
| --------- | --------------- | ----------- | ------- | ------- | ---------------- | ------------ |
| 1         | Anssi Vanhala   | Finlandia   | 49.33   | 49.33   |                  |              |
| 2         | Erik Akkersdijk | Paesi Bassi | 1:11.56 | 1:11.56 | Record nazionale |              |
| 3         | Oliver Wolff    | Germania    | 1:48.31 | 1:48.31 |                  |              |

### Megaminx
| Posizione | Persona         | Paese       | Media   | Tempi                   | Record singolo   | Record media     |
| --------- | --------------- | ----------- | ------- | ----------------------- | ---------------- | ---------------- |
| 1         | Erik Akkersdijk | Paesi Bassi | 1:19.16 | 1:19.60 1:17.46 1:20.43 | Record mondiale  | Record mondiale  |
| 2         | Stefan Pochmann | Germania    | 1:23.79 | 1:23.53 1:21.96 1:25.89 | Record nazionale | Record nazionale |
| 3         | Stefan Łapicki  | Polonia     | 1:43.47 | 1:41.41 1:43.52 1:45.48 | Record nazionale | Record nazionale |

### Pyraminx
| Posizione | Persona          | Paese    | Media | Tempi                         | Record singolo   | Record media     |
| --------- | ---------------- | -------- | ----- | ----------------------------- | ---------------- | ---------------- |
| 1         | Grzegorz Łuczyna | Polonia  | 6.74  | 6.37 7.29 (9.89) (5.73) 6.55  |                  |                  |
| 2         | Piotr Kózka      | Polonia  | 7.64  | (10.15) 8.23 8.26 6.42 (6.02) |                  |                  |
| 3         | Mátyás Kuti      | Ungheria | 7.97  | (10.96) 8.56 8.39 (6.62) 6.96 | Record nazionale | Record nazionale |

### Square-1
| Posizione | Persona          | Paese   | Media | Tempi             | Record singolo | Record media |
| --------- | ---------------- | ------- | ----- | ----------------- | -------------- | ------------ |
| 1         | Grzegorz Prusak  | Polonia | 21.34 | 21.45 22.18 20.40 |                |              |
| 2         | Lars Vandenbergh | Belgio  | 26.88 | 26.15 26.18 28.32 |                |              |
| 3         | Michał Robaczyk  | Polonia | 28.46 | 30.59 27.40 27.39 |                |              |

### Clock
| Posizione | Persona                    | Paese    | Media | Tempi             | Record singolo | Record media     |
| --------- | -------------------------- | -------- | ----- | ----------------- | -------------- | ---------------- |
| 1         | Ernesto Fernández Regueira | Spagna   | 11.20 | 10.37 11.53 11.71 |                | Record nazionale |
| 2         | Mitsuki Gunji              | Giappone | 11.54 | 10.69 10.21 13.73 |                |                  |
| 3         | Mátyás Kuti                | Ungheria | 12.92 | 10.06 11.12 17.58 |                |                  |

### Rubik's Magic
| Posizione | Persona        | Paese                 | Media | Tempi                        | Record singolo | Record media |
| --------- | -------------- | --------------------- | ----- | ---------------------------- | -------------- | ------------ |
| 1         | Róbert Örkényi | Ungheria              | 1.19  | 1.06 (1.01) 1.40 (DNF) 1.12  |                |              |
| 2         | Mátyás Kuti    | Ungheria              | 1.20  | 0.98 1.67 (2.03) (0.93) 0.96 |                |              |
| 3         | Tim Reynolds   | Stati Uniti d'America | 1.23  | (1.15) (1.31) 1.31 1.21 1.18 |                |              |

### Rubik's Master Magic
| Posizione | Persona        | Paese    | Media | Tempi                        | Record singolo | Record media |
| --------- | -------------- | -------- | ----- | ---------------------------- | -------------- | ------------ |
| 1         | Máté Horváth   | Ungheria | 2.24  | 2.14 (2.71) 2.45 2.14 (2.03) |                |              |
| 2         | Mátyás Kuti    | Ungheria | 2.80  | (3.34) 3.09 (2.21) 2.47 2.85 |                |              |
| 3         | Bálint Horváth | Ungheria | 2.98  | 3.13 2.97 (2.62) (DNF) 2.83  |                |              |

### 4x4 BLD
| Posizione | Persona        | Paese    | Media    | Tempi        | Record singolo  | Record media |
| --------- | -------------- | -------- | -------- | ------------ | --------------- | ------------ |
| 1         | Chris Hardwick | USA      | 12:01.00 | DNF 12:01.00 |                 |              |
| 2         | Dror Vomberg   | Israele  | 12:22.00 | DNF 12:22.00 | Record europeo  |              |
| 3         | Yumu Tabuchi   | Giappone | 12:58.00 | DNF 12:58.00 | Record asiatico |              |

### 5x5 BLD
| Posizione | Persona         | Paese | Media    | Tempi    | Record singolo  | Record media |
| --------- | --------------- | ----- | -------- | -------- | --------------- | ------------ |
| 12        | Bernett Orlando | India | 55:39.00 | 55:39.00 | Record asiatico |              |

2 Unico classificato in quanto tutti gli altri partecipanti hanno concluso con DNF.

### 3x3 Multi BLD
| Posizione | Persona         | Paese    | Media        | Tempi        | Record singolo   | Record media |
| --------- | --------------- | -------- | ------------ | ------------ | ---------------- | ------------ |
| 1         | Rafał Guzewicz  | Polonia  | 6/6 in 47:58 | 6/6 in 47:58 | Record mondiale  |              |
| 2         | Bernett Orlando | India    | 3/3 in 27:04 | 3/3 in 27:04 | Record asiatico  |              |
| 3         | Sinpei Araki    | Giappone | 2/2 in 12:12 | 2/2 in 12:12 | Record nazionale |              |

 = Record mondiale

 = Record europeo

 = Record americano

 = Record asiatico

 = Record nazionale

DNF = Risoluzione del cubo non completata